# Симмонс, Генри
Ге́нри О́свальд Си́ммонс-мла́дший  (англ. Henry Oswald Simmons, Jr., 1 июля 1970, Стамфорд, Коннектикут) — американский телевизионный ведущий и киноактёр. Наиболее известен по роли детектива Болдуина Джонса в полицейском телесериале «Полиция Нью-Йорка» и Альфонсо «Мак» Маккензи в телесериале «Агенты „Щ.И.Т.“».

## Ранняя жизнь и образование
Симмонс родился в семье школьной учительницы Аурелии (англ. Aurelia) и агента Налогового управления Генри Симмонса-старшего (англ. Henry Simmons, Sr.). Всего в семье было четверо детей, включая его сестру-близнеца, ещё одну сестру и брата. Он окончил университет Франклин Пирс (англ. Franklin Pierce University) в Нью-Гэмпшире, получив степень по бизнесу.

## Личная жизнь
Симмонс женился на актрисе Софине Браун в 2010 году.

## Фильмография
| Год  | Русское название          | Оригинальное название  | Роль                  | Примечания |
| ---- | ------------------------- | ---------------------- | --------------------- | ---------- |
| 1994 | Над кольцом               | Above the Rim          | Старнс                |            |
| 1999 |                           | On the Q.T.            | Питер                 |            |
| 1999 | Пусть идёт снег           | Let It Snow            | Митч Дженнингс        |            |
| 2002 | Игра джентльмена          | A Gentleman's Game     | Уолтер Кейн           |            |
| 2004 | Нью-йоркское такси        | Taxi                   | Джесси                |            |
| 2005 | Ну что, приехали?         | Are We There Yet?      | Карл                  |            |
| 2006 | Что-то новенькое          | Something New          | Кайл                  |            |
| 2006 | Воссоединение семьи Мэдеи | Madea's Family Reunion | Исаак                 |            |
| 2006 | Повстанцы                 | The Insurgents         | Маркус                |            |
| 2007 | Юг Пико                   | South of Pico          | доктор Уолтер Чэмберс |            |
| 2009 | Самый лучший папа         | World's Greatest Dad   | Майк Лэйн             |            |
| 2011 | По кочкам                 | From the Rough         | Кендрик Поулсен мл.   |            |
| 2014 | Никаких добрых дел        | No Good Deed           | Джеффри Грейнджер     |            |

| Год       | Русское название                    | Оригинальное название             | Роль                    | Примечания                    |
| --------- | ----------------------------------- | --------------------------------- | ----------------------- | ----------------------------- |
| 1994      | Субботним вечером в прямом эфире    | Saturday Night Live               | Джонни                  | 1 эпизод (в титрах не указан) |
| 1994      | Тайны Косби                         | The Cosby Mysteries               | Кевин Льюис             | 1 эпизод                      |
| 1994–95   | Полицейские под прикрытием          | New York Undercover               | Джексон                 | 2 эпизода                     |
| 1997–99   | Другой мир                          | Another World                     | Тирон Монтгомери        | 1 эпизод                      |
| 2000–05   | Полиция Нью-Йорка                   | NYPD Blue                         | детектив Болдуин Джонс  | 106 эпизодов                  |
| 2004      | Спартак                             | Spartacus                         | Драба                   | ТВ Фильм                      |
| 2005      | Лакаванна Блюз                      | Lackawanna Blues                  | Джесси                  | ТВ Фильм                      |
| 2006      | Пеппер Деннис                       | Pepper Dennis                     | Кёртис Уилсон           | 2 эпизода                     |
| 2006–08   | Акула                               | Shark                             | Айзек Райт              | 32 эпизода                    |
| 2009      | Чистильщик                          | The Cleaner                       | Бобби Кармайкл          | 1 эпизод                      |
| 2009      | Джорджия О’Кифф                     | Georgia O'Keeffe                  | Джин Тумер              | ТВ Фильм                      |
| 2009      | C.S.I.: Место преступления Майами   | CSI: Miami                        | Эндрю Баллард           | 1 эпизод                      |
| 2009      | Адвокатская практика                | Raising the Bar                   |                         | 1 эпизод                      |
| 2011      | Будь мужчиной                       | Man Up                            | Грант                   | 12 эпизодов                   |
| 2013      | Второе поколение Уайансов           | Second Generation Wayans          | Барон «Правда» Фус      | 2 эпизода                     |
| 2013–14   | Рейвенсвуд                          | Ravenswood                        | Саймон Бомонт           | 8 эпизодов                    |
| 2014–2020 | Агенты «Щ.И.Т.»                     | Agents of S.H.I.E.L.D.            | Альфонсо «Мак» Маккензи | 109 эпизодов                  |
| 2014      | Очевидное                           | Transparent                       | Дерек                   | 1 эпизод                      |
| 2014      | Закон и порядок: Специальный корпус | Law & Order: Special Victims Unit | Шакир «Акула» Уилкинс   | 1 эпизод                      |